# 三町勝久
三町 勝久（みまち かつひさ、1961年12月6日 - ）は、日本の数学者。博士（理学）。専門は、複素解析 (特に de Rham 理論からの複素積分)・特殊函数・表現論・数理物理。

## 略歴
1986年、早稲田大学教育学部卒業。1988年、名古屋大学大学院理学研究科博士課程前期課程修了。その後、名古屋大学理学部助手、九州大学理学部助教授、九州大学大学院数理学研究科助教授、東京工業大学大学院理工学研究科教授を経て現在、大阪大学大学院情報科学研究科教授。

## 受賞歴
- 日本数学会建部賢弘賞（1996年、量子群と超幾何函数）
- 東工大教育賞優秀賞（2005年）

## 著書

### 単著
- 『微分積分講義』（2006年、日本評論社）

### 共著
- 『代数学百科 I「群論の進化」』（2004年、朝倉書店）